# 濱崎ナディア
濱崎 ナディア（はまざき ナディア、1998年5月17日 - ）は、日本のファッションモデル。LIBERAに所属していた。
北海道出身。パキスタンと日本のハーフ。血液型はB型。スリーサイズはB83・W60・H88。靴のサイズは24.5cm。

## 略歴
GirlsAwardや北陸ガールズグランプリなど数々のファッションイベントに出演。テレビのバラエティ番組でも活動している。2016年にシクラメンの『記憶 〜決して忘れない〜』のミュージック・ビデオに出演し、海深くに沈んでいく姿が印象的な映像になっている。

## 人物
マイペースな性格。
好物はお肉、フルーツ、猫、ディズニー。苦手なものはトマト。
女優の野々村はなの（ののむらはなの）とプライベートで仲が良く、ハロウィンでは仮装したツーショットを公開するなど、SNSでたびたび登場している。

## 出演

### 雑誌
- ViVi 2014年4月号（講談社）
- Popteen 2016年5月号（角川春樹事務所）[1]

### ミュージック・ビデオ
- シクラメン「記憶 〜決して忘れない〜」（2016年）[2][3]

### テレビ番組
- 紺野、今から踊るってよ（テレビ東京、2015年11月19日）[7]
- 直撃!コロシアム!! ズバッと!TV（TBS、2016年6月13日）[8]

### イベント
- KANSAI COLLECTION 2016 S/S（2016年2月28日） - RUNWAY MODEL
- 超十代 ‐ULTRA TEENS FES- 2016@TOKYO（2016年3月29日） - ゲストモデル
- GirlsAward 2016 S/S（2016年4月9日） - ゲストモデル
- HOKURIKU GIRLS GRAND PRIX 2016（2016年5月1日） - ゲストモデル[9]
- TOKYO GIRLS COLLECTION 2016 A/W（2016年9月3日）
- KANSAI COLLECTION 2016 A/W（2016年9月18日）